# علي هاشم
علي هاشم (23 مارس 1980 -) مراسل لبناني يعمل مراسلا للشؤون الإيرانية في هيئة الإذاعة البريطانية BBC. عمل سابقا في قناة الميادين اللبنانية حيث كان مديرا لمكتب القناة في العاصمة الإيرانية طهران عقب استقالته من قناة الجزيرة.
وكان هاشم يعمل كمراسل لقناة الجزيرة في العاصمة اللبنانية بيروت، وهو غطى الثورة الليبية والمجاعة في الصومال والعديد من الأحداث المهمة للقناة القطرية.
الصحافي اللبناني عمل سابقا لقناة بي بي سي عربي منذ العام 2007 وخلال هذه الفترة أجرى العديد من اللقاءات مع شخصيات عربية وأجنبية عدة بينهم، رئيس الوزراء اللبناني السابق نجيب ميقاتي ووزير الخارجية العراقي هوشيار زيباري والأمين العام السابق لجامعة الدول العربية عمرو موسى والزعيم اللبناني ميشال عون ومدعي عام المحكمة الجنائية الدولية لويس أوكامبو وغيرهم. وفي تلفزيون بي بي سي عربي أيضا أعدّ هاشم وقدم برنامج "لجنة تقصي الحقائق" حيث عالج العديد من القضايا المهمة في أكثر من دولة عربية.
قبل عمله مع بي بي سي عربي بدأ هاشم عمله الصحفي مع قناة المنار التابعة لحزب الله.

## استقالته من قناة الجزيرة
أثار علي هاشم الجدل بعد استقالته من قناة الجزيرة في العام 2011 حيث إدعى ان القناة رفضت بث صور لمسلحين يدخلون من لبنان إلى سوريا في بدايات الثورة السورية. وكانت سبق ذلك كشف الجيش السوري الإكتروني لسلسلة رسائل بين هاشم وزميلته المذيعة في القناة رولا إبراهيم ينتقدان فيها تغطية القناة للأزمة السورية.
وكتب هاشم بعد استقالته مقالة لصحيفة الغارديان البريطانية تحدث فيها عن منع إدارة المحطة بث صور لمسلحين يقاتلون الجيش السوري على الحدود بين سورية ولبنان. وقال هاشم إن وسائل الإعلام العربية والمحطات الفضائية بدأت تشبه الأحزاب حيث تهيمن السياسة على اسلوب عملها وبالتالي لم يعد الجمهور يستطيع الاعتماد على مصداقيتها وبات على المشاهدين تأدية وظيفة الصحفيين عوضا عنهم من خلال مقاطعة المعلومات التي تردهم من مختلف المحطات ليحصلوا على خبر متكامل أو على الحقيقة.

## قناة الميادين
إنضم علي هاشم إلى قناة الميادين منذ تأسيسها حيث تولى رئاسة قسم المراسلين فيها قبل أن يصبح مديرا لمكتبها في طهران حتى استقالته في العام 2017. كذلك أسس الميادين أونلاين بحسب ما تقول سيرته على موقع القناة.

## مواضيع كتبت عنه
- قناة المنار هدف لرصاص القناصين
- علي هاشم.. من المنار إلى الجزيرة ثم ال بي بي سي، مسيرة ابن صور بين أحضان الصحافة
- علي هاشم يستقيل من «الجزيرة» والفضائح مستمرّة
- Al Jazeera Journalist Explains Resignation over Syria and Bahrain Coverage
- ‘No independent journalism anymore’ – ex-Al Jazeera reporter
- Propaganda war affects coverage of Syrian conflict